# Cinthia Santos (atriz pornográfica)
Cinthia Santos (16 de abril de 1989) é uma ex-modelo e ex-atriz de filmes pornográficos brasileira.

## Carreira
Anteriormente, havia trabalhado como "mallandrinha," como são conhecidas as assistentes de palco de Sérgio Mallandro. Iniciou sua carreira no cinema adulto em 2007.
Pouco antes de iniciar sua carreira em filmes de sexo explícito, foi "cyber gata" da revista Playboy. Também participou do DreamCam, site erótico em que mulheres ficam nuas em uma casa, confinadas, um reality show erótico com interação com os internautas através de dois chats diários.
Além de gravar para as produtoras nacionais Brasileirinhas, Explicita e Platinum Plus, também já participou de produções para as produtoras estadunidenses Elegant Angel, Wicked Pictures e para os sites Mike in Brazil e Saturday Night Latinas, da produtora Reality Kings.

### Na mídia
Já participou do programa CQC, da Bandeirantes, que realizou uma reportagem em uma festa da produtora Brasileirinhas da qual Cinthia participava, sendo entrevistada por um dos repórteres do programa. Noutra ocasião participou do programa Altas Horas, falando sobre suas atuações em filmes pornô, onde afirmou que não tinha problemas e nem restrições para gravar pornô pois gosta de fazer de tudo durante as cenas.

### Prêmios e indicações

#### Erótika Video Awards
- 2009 - Melhor Cena Livre (ao lado de Milena Santos e Big Macky) - Festa Anal (vencedora)[6]
- 2009 - Atriz Revelação (vencedora)[6]
- 2009 - Melhor Cena de Sexo Oral - Festa Anal (indicada)[7]
- 2009 - Melhor Cena de Sexo Anal (ao lado de Pit Garcia) - Festa Anal (indicada)[7]

#### Go Go Pornoville Awards
- 2009 - Melhor Atriz Pornô Nacional (indicada)[8]
- 2008 - Atriz Revelação Nacional (indicada)[9]

## Vida pessoal
Cinthia morou em Dubai, onde foi casada e teve um filho.